# Open Source Definition
Open Source Definition è la definizione di licenza open source redatta dalla Open Source Initiative. È da tenere presente che essa affronta il problema del software libero e open source da un punto di vista sostanzialmente diverso rispetto alla Free Software Foundation, che per prima coniò il termine software libero.
La prima bozza di questo documento fu scritta da Bruce Perens come Debian Free Software Guidelines. Essa venne ampiamente discussa e migliorata nelle mailing list del progetto Debian nel giugno 1997. Questo documento è il risultato della rimozione di ogni riferimento a Debian e della successiva pubblicazione del risultato.

## Definizione
Si riporta la traduzione della Open Source Definition:
Introduzione
Open source non significa solo accesso al codice sorgente. I termini di distribuzione di un programma open source devono essere consoni ai criteri seguenti:
1. Redistribuzione libera
La licenza non può impedire a nessuna parte in causa la vendita o la cessione del software come componente di una distribuzione di software aggregato che contenga programmi provenienti da sorgenti diverse. La licenza non può richiedere diritti o il pagamento di altre concessioni per tale vendita.
2. Codice sorgente
Il programma deve includere il codice sorgente e deve consentire la distribuzione tanto in codice sorgente che in forma compilata. Laddove una qualunque forma del prodotto non sia distribuita corredata del codice sorgente, devono essere disponibili mezzi ben pubblicizzati per ottenere il codice sorgente a un costo di riproduzione non superiore a un ragionevole costo di riproduzione, preferibilmente scaricandolo via Internet gratuitamente. Il codice sorgente deve essere la forma preferenziale nella quale un programmatore modifichi un programma. Codice deliberatamente offuscato non è ammesso. Forme intermedie quali l'output di un preprocessore o di un traduttore non sono ammesse.
3. Opere derivate
La licenza deve permettere modifiche e opere derivate e deve consentire la loro distribuzione sotto i medesimi termini della licenza del software originale.
4. Integrità del codice sorgente dell'autore
La licenza può proibire che il codice sorgente venga distribuito in forma modificata solo se la licenza permette la distribuzione di "patch file" con il codice sorgente allo scopo di modificare il programma al momento della costruzione.
La licenza deve permettere esplicitamente la distribuzione di software costruito da codice sorgente modificato. La licenza può richiedere che le opere derivate vadano sotto nome o numero di versione differenti da quelli del software originale.
5. Nessuna discriminazione contro persone o gruppi
La licenza non deve discriminare nessuna persona o gruppo di persone.
6. Nessuna discriminazione di settori
La licenza non deve proibire a nessuno l'uso del programma in uno specifico campo. Per esempio, non può impedire che il programma venga usato a scopi commerciali o nella ricerca genetica.
7. Distribuzione della licenza
I diritti relativi al programma devono applicarsi a tutti coloro ai quali il programma sia ridistribuito, senza necessità di esecuzione di una licenza aggiuntiva da parte di questi.
8. La licenza non deve essere specifica a un prodotto
I diritti relativi a un programma non devono dipendere dal fatto che il programma faccia parte di una particolare distribuzione software. Se il programma è estratto da quella distribuzione e usato o distribuito entro i termini della licenza del programma stesso, tutte le parti a cui il programma sia ridistribuito dovrebbero avere gli stessi diritti che vengono garantiti in unione alla distribuzione software originale.
9. La licenza non deve limitare altro software
La licenza non deve porre restrizioni ad altro software che sia distribuito insieme a quello concesso in licenza. Per esempio, la licenza non deve richiedere che tutti gli altri programmi distribuiti sullo stesso supporto siano software open source.
10. La licenza deve essere tecnologicamente neutra

Nessuna clausola della licenza dovrebbe basarsi su particolari tecnologie o tipi di interfacce.